# Grand Hotel (Album)
Grand Hotel ist das sechste Studioalbum der britischen Progressive-Rock-Band Procol Harum. Es wurde im März 1973 veröffentlicht. Als Gastmusikerin ist die französische Sopranistin Christiane Legrand zu hören.

## Rezeption
Im AllMusic-Review hebt James A. Gardner hervor, dass auf dem ersten Album für das neue Label Chrysalis Procol Harum wieder die „Erhabenheit früherer Werke“ erreiche. Dem neuen Gitarristen Mick Grabham wird jedoch bescheinigt, dass er „bei weitem nicht so charakteristisch wie sein Vorgänger“ Robin Trower spiele: Die Lieder beruhten eher auf kunstvollen Arrangements als auf Gitarrenriffs. Gary Brooker und sein Texter Keith Reid werden für den Titelsong Toujours l’Amour und weitere Lieder gelobt. Die Texte wären sozialkritischer als bei früheren Alben.

## Titelliste
Musik: Gary Brooker, Texte: Keith Reid

### Seite 1
1. Grand Hotel – 6:10
2. Toujours l'Amour – 3:31
3. A Rum Tale – 3:20
4. TV Caesar – 5:52

### Seite 2
1. A Souvenir of London – 3:23
2. Bringing Home the Bacon – 4:21
3. For Liquorice John – 4:27
4. Fires (Which Burnt Brightly) – 5:10
5. Robert's Box – 4:45